# Бен-Эзе
Бен-Эзе́ (фр. Beyne-Heusay, валлон. Binne-Heuzea) — коммуна в Валлонии, расположенная в провинции Льеж, округ Льеж. Принадлежит Французскому языковому сообществу Бельгии. На площади 7,32 км² проживают 11 711 человек (плотность населения — 1600 чел./км²), из которых 47,80 % — мужчины и 52,20 % — женщины. Средний годовой доход на душу населения в 2003 году составлял 10 817 евро.
Почтовый код: 4610. Телефонный код: 04.